# مائورو جانتی
مائورو جانتی (اسپانیایی: Mauro Gianetti‎؛ زادهٔ ۱۶ مارس ۱۹۶۴) دوچرخه‌سوار اهل سوئیس است.
از باشگاه‌هایی که در آن رکاب زده‌است می‌توان به تیم دوچرخه‌سواری فستینا اشاره کرد.
وی در مسابقات کشوری و بین‌المللی در مجموع برندهٔ ۱ مدال نقره شده‌است.